# Lappföldi cinege

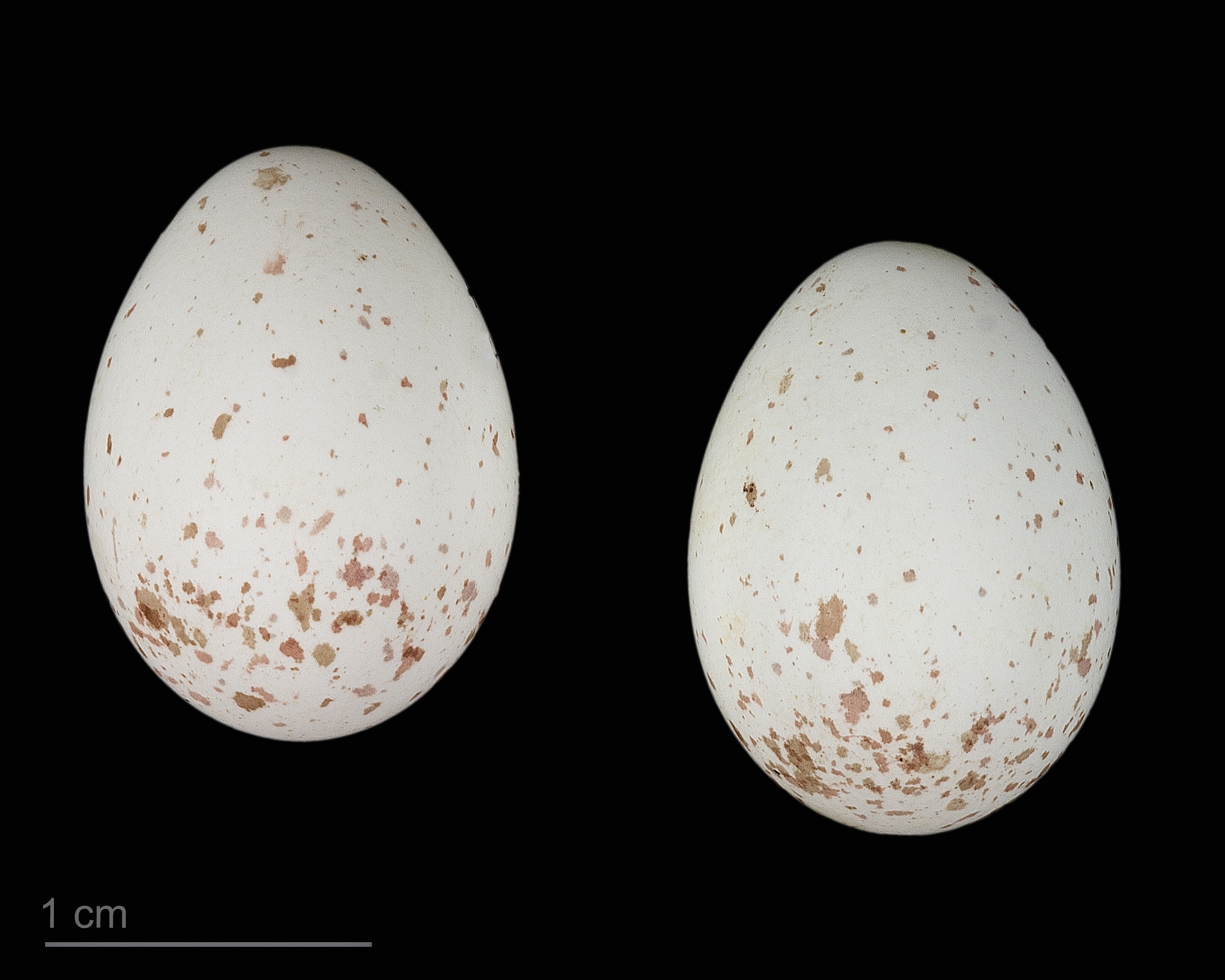
Poecile cinctus lapponicus

A lappföldi cinege (Poecile cinctus) a verébalakúak (Passeriformes) rendjébe, ezen belül a cinegefélék (Paridae) családjába tartozó apró termetű madárfaj.

## Rendszerezése
Korábban a Parus nemhez sorolták Parus cinctus néven.

## Alfajai
- Poecile cinctus cinctus (Boddaert, 1783) – Oroszország (kivéve északnyugat), Mongólia északi része
- Poecile cinctus lapponicus (Lundahl, 1848) – Lappföld, Északnyugat-Oroszország
- Poecile cinctus sayanus (Sushkin, 1904) – Dél-Szibéria, a Bajkál-tó környéke, Mongólia nyugati része
- Poecile cinctus lathami (Stephens, 1817) – Alaszka, Kanada

## Előfordulása
Az északi félteke szubarktikus területeinek állandó madara. Európában a Skandináv-félszigeten, Ázsiában Szibériában és Mongóliában, Észak-Amerikában pedig Alaszkában és Kanada északnyugati részén fordul elő. Kizárólag fenyőerdőkben találkozhatunk vele.

## Megjelenése
Közepes termetű cinegeféle, testhossza 13,5–14 centiméter, tömege 11–14,3 gramm. Háta és feje sötétbarna, arcfoltjai fehérek, a szárnytollak feketék, szélük világosabb. A hasa piszkos fehér vagy halvány barna.